# Ketama (commune)
Pour les articles homonymes, voir Ketama.
Ne pas confondre avec la commune rurale voisine d'Issaguen ou son centre urbain du même nom, souvent appelés « Ketama ».
Ketama, est une commune rurale marocaine de la province d'Al Hoceïma, dans la région Tanger-Tétouan-Al Hoceima. Elle est aussi considérée comme une tribu de Sanhadja de Srayr.
Surnommée « le grenier à haschich de l'Europe », la commune est connue pour son importante production de cannabis.

## Géographie
Ketama, d'une altitude moyenne de 1 115 m, est située au nord du Maroc, dans le pays de Sanhadja de Srayr
Ses coordonnées sont 34° 54′ 57″ N, 4° 34′ 07″ O, son code géographique 01.051.09.15 et son code postal 32323.

## Toponymie
La commune de Tetla-Ketama a pris le nom de Ketama — en arabe : كتامة — en 1963.
La dénomination de « Ketama » est aussi utilisée pour la région environnante, ainsi que souvent pour désigner, à tort, Issaguen (une commune voisine comportant un centre urbain s'appelant également officiellement Issaguen) ; d'où une confusion possible.

## Histoire
Le territoire de Ketama a fait partie du Maroc sous protectorat espagnol de 1912 à 1956, tandis que la commune a été créée — sous le nom de Tetla-Ketama — en 1959.
Ketama est une tribu berbère; selon Ibn Khaldoun, l'origine de la tribu remonte à Ketame fils de Bernès fils de Mazighe l'ancêtre des berbères.
Il y a 11 siècles cette tribu a été à la tête d'un empire largement répandu dans tout le Maghreb. Néaumoins leur fièfe reste l'Est algérien, précisément la région de Constantine.
Par la suite, une partie de Ketama s'établit au Maroc et beaucoup adoptent d'autres appellations. En effet, Ibn Khaldoun (1332-1406) a signalé la connotation négative de Ketama liée au rejet du Chiisme à cette époque au Maghreb et au rôle primordial joué par cette tribu dans la diffusion du Chiisme en tant que principal allié berbère de la dynastie Fatimides (Dynastie Chiite) durant sa présence au Maghreb (909-975).

## Économie
Au centre d'une région agricole et montagneuse, Ketama est fortement touchée par les cultures illégales de cannabis et la production d'une des variétés de haschich les plus célèbres au monde. Le haschich de Ketama est considéré comme un des plus purs de la planète grâce une fabrication artisanale de qualité.  
L'importante production de cannabis de Ketama lui vaut le surnom de « grenier à haschich de l'Europe »,.  

## Politique et administration
Depuis 2015, à la suite du passage du Maroc de 16 à 12 régions administratives, Ketama, qui dépendait de Taza-Al Hoceima-Taounate, fait partie de Tanger-Tétouan-Al Hoceima. Par ailleurs, cette commune relève du périmètre des provinces du Nord.
Le président du conseil communal de Ketama — élections communales de 2015 — est Mohamed Chefani, affilié au PAM.

## Démographie
De 1994 à 2004, la population de Ketama est passée de 13 444 à 15 924 habitants. En 2014, elle était de 17 351 habitants.